# Thiên Phủ
Thiên Phủ là một xã thuộc tỉnh Thanh Hóa, Việt Nam.
Được thành lập ngày 16 tháng 6 năm 2025 trên cơ sở các xã Nam Động, Thiên Phủ của huyện Quan Hóa, xã Thiên Phủ chính thức hoạt động từ ngày 1 tháng 7 năm 2025.

## Địa lý
Xã Thiên Phủ nằm ở vùng cao phía tây bắc tỉnh Thanh Hóa, có vị trí địa lý:
- Phía nam giáp các xã Quan Sơn, Sơn Điện
- Phía đông giáp các xã Nam Xuân, Trung Hạ
- Phía bắc giáp các xã Hiền Kiệt, Nam Xuân
- Phía đông giáp xã Sơn Thủy.

Xã Thiên Phủ có diện tích tự nhiên 147,48 km², quy mô dân số năm 2024 là 6.485 người, mật độ dân số đạt 44 người/km².
Khu bảo tồn các loài hạt trần quý, hiếm Nam Động – được thành lập ngày 8 tháng 1 năm 2014 – có phần lõi nằm hoàn toàn trong xã này.

## Lịch sử
Địa bàn hiện nay của xã Thiên Phủ sau năm 1954 tương ứng với xã Thiên Phủ và phần phía tây của xã Nam Động thuộc huyện Quan Hóa.
Ngày 13 tháng 4 năm 1966, Bộ Nội vụ ban hành Quyết định số 98-NV; xã Nam Động được chia thành 3 xã Nam Động, Nam Tiến, Nam Xuân. Địa bàn hiện nay của xã Thiên Phủ bao gồm địa bàn các xã Nam Động, Thiên Phủ khi ấy.
Năm 2018, các xã Nam Động có 7 bản, xã Thiên Phủ có 11 bản. Ngày 11 tháng 7 cùng năm, Hội đồng nhân dân tỉnh Thanh Hóa khóa XVII thông qua Nghị quyết về việc sắp xếp thôn, tổ dân phố trên địa bàn tỉnh. Theo đó:
- Xã Nam Động: nhập bản Khương và bản Làng thành bản Khương Làng;
- Xã Thiên Phủ: nhập bản Lớt và bản Giồi thành bản Lớt Dồi, nhập các bản Sài 1 và Sài 2 thành bản Sài, nhập bản Nhụng vào bản Háng, nhập bản Thành Long vào bản Sắng.

Sau sắp xếp, xã Nam Động còn 6 bản, xã Thiên Phủ còn 7 bản.
Ngày 16 tháng 6 năm 2025, huyện Quan Hóa bị giải thể do bỏ cấp huyện; xã Thiên Phủ được thành lập theo Nghị quyết số 1686/NQ-UBTVQH15 của Ủy ban Thường vụ Quốc hội trên cơ sở sáp nhập toàn bộ diện tích tự nhiên và quy mô dân số của 2 xã Nam Động, Thiên Phủ. Xã này chính thức hoạt động từ ngày 1 tháng 7 năm 2025, là đơn vị hành chính trực thuộc tỉnh Thanh Hóa.

## Hành chính
Xã Thiên Phủ có 13 bản. Dưới đây là danh sách các bản theo địa giới từng xã cũ:
| Mã    | Tên xã    | Hành chính | Hành chính                                |
| Mã    | Tên xã    | Số lượng   | Danh sách                                 |
| ----- | --------- | ---------- | ----------------------------------------- |
| 14908 | Thiên Phủ | 7 bản      | Chong, Dôi, Hàm, Háng, Lớt Dồi, Sài, Sắng |
| 14917 | Nam Động  | 6 bản      | Bâu, Bất, Chiềng, Khương Làng, Lở, Nót    |